# 専門高校
専門高等学校（せんもんこうとうがっこう）または専門高校（せんもんこうこう）は、日本の高等学校（高校）のうち、職業教育もしくは専門教育を施す中等教育レベルのもの。
以前は職業高等学校（しょくぎょうこうとうがっこう）または職業高校（しょくぎょうこうこう）と呼ばれていたが、専門高校と呼ばれる現在は理数・英語・芸術（美術・音楽・工芸・演劇）・体育など職業以外を専門とする学科も含まれる。
なお、高等教育レベルの職業学校については「職業大学」を参照。「日本の専門学科設置高等学校一覧」も参照

## 概要
一般的に、専門技術の修得が必要な教育を行うためにその技術を有する実習助手や実習教諭をおかなければならない分野が扱われている高等学校を指すことが多い。ISCEDではレベル3Cに位置づけられる。類義語としては実業高等学校がある。
専門高等学校の特徴は、卒業した段階で、スペシャリストをめざせる専門科目を履修する教育課程（カリキュラム）を有する学科が置かれていることである。
また普通科高校では必履修科目の情報を専門学科の情報科目、総合的な学習の時間（英語、芸術系学科を除く）を課題研究で代替できることになっている。
一部を除き実践的な専門教育を行う学科がおかれているため、就職希望の生徒が多い。また、専門高等学校における多くの学科では、実践的な専門教科に属する科目の授業数が多いことから、普通科目が少ない場合もある。一般入試による大学受験は、一部を除き不利である見方がある一方、特定の高等学校や学科に対し推薦入学の定員を設けている大学や工業高等専門学校（4年次編入学）もある。
ただし、商業科に関しては例外で、進学者数が増加している上に国際関係を含む学科を設置している場合もあったり、統合が進んでその他の学科への改変も行われている。また進学者に対する優遇制度も多く存在しており、様々な科目で試験免除や単位認定がされる。さらに、経済系学部の一般入試において、数学、地歴、公民科の代替として簿記等の商業専門科目で受験できる大学もあり、一般入試での受験に積極的な高校商業科も増えている。
加えて、一部の学校においては生徒に対し各種資格の取得を推奨しており、推薦入試の対象として重要なものとなる。他には漢検などを推奨する高校もある。

### 沿革
高等学校のうち、農業・工業・商業・水産などに関する職業教育を主とする学科を中心に構成された学校は「職業高校」と総称されていた。 
その後、特定の学校や学科だけではなく普通科を含めて、職業教育が広く行われるべきであること、専門学科における職業教育を普通科などにおける職業教育よりも専門性を重視したものとして位置づけることなどから、文部省（現文部科学省）は、職業高校の名称を「専門高校」に改めることを提唱し、現在は職業教育に限定されない総称として、専門高等学校（せんもんこうとうがっこう, Upper secondary school, specialized course）と公称されるようになった。
1990年代後半からは、職業教育という側面のみならず、専門教育としての側面が強調されはじめ、大学などをはじめとする高等教育への進学も視野に入れられるようになりつつもある。
また、専門教育をさらに超え、商業科においては普通科目を発展させた社会科学に関する科目、工業科においては普通科目を発展させた自然科学に関する科目を履修する高校も設置されている。

## 専門学科と専門高等学校の類型
- 専門高校に分類される学科
  - 農業 → 農業高等学校、農林高等学校、林業高等学校
  - 工業 → 工業高等学校、窯業高等学校、工芸高等学校、科学技術高等学校、工科高等学校、電波高等学校（一部が電波工業高等専門学校に改組し昇格）
  - 商業 → 商業高等学校、経済高等学校
  - 水産 → 水産高等学校、海洋高等学校
  - 家庭 → 家庭高等学校、家政高等学校
  - 看護 → 看護高等学校
  - 情報 → 情報高等学校
  - 福祉 → 福祉高等学校
  - 商船 → 商船高等学校（廃止。商船高等専門学校に改組し昇格）
- 学科併設（総合学科を設置する総合高等学校に転換するケースが多い）
  - 2以上の専門系学科 → 実業高等学校、産業高等学校
  - 普通科＋専門学科 → 総合制高等学校
- かつての職業高校に分類されない学科
  - 理数 →理数科、数理科学科、グローバルサイエンス科、総合理学科、情報科学科など
  - 英語 → 英語科、国際科 、国際教養科、国際文化科
  - 音楽 → 音楽科
  - 美術 → 美術科、美術工芸科
  - 工芸 → 工芸科
  - その他 → 演劇科、表現科、探求学科群、文理学科、国語科、観光科、地域創生科
- その他
  - 鉄道 → 鉄道学校